# Radoslav Kráľ
Radoslav Kráľ (Kassa, 1974. február 20. –) szlovák labdarúgó.

## Pályafutása

### Klubcsapatokban
19 évesen mutatkozott be a szlovák élvonalban, az MŠK Žilina színeiben. 1995 nyarán az élcsapatnak 1. FC Košice csapatához igazolt, ahonnan egy idény elteltével kölcsönadták a Baník Prievidzának. Fél szezon elteltével újra visszakerült Kassára, ahol abban az idényben szerepelt a Bajnokok Ligájában is, és csapattársa volt a magyar Telek András is. Itt kétszer nyert szlovák bajnokságot. 2002 januárjában igazolt a ZTE-hez, ahol 2004 nyaráig maradt. Tagja volt a 2001–2002-ben magyar bajnok csapatnak.
Ezután visszatért Szlovákiába előbb az MFK Ružomberok, majd az MFK Košice csapatainál töltött egy-egy évet. 2006 nyarán igazolt Csehországba, a Viktoria Zizkovhoz, ahonnan egy év után a lengyel Polonia Bytomhoz került. 2010-ben az FK Dolný Kubín csapatától vonult vissza a labdarúgói pályafutástól.

### Válogatottban
Részt vett a 2000-es olimpiai játékokon, ahol a 13. helyen végzett a szlovák labdarúgó-válogatott.

## Sikerei, díjai
- Szlovák bajnok: 1996., 1997.
- Magyar bajnok: 2001.

## Külső hivatkozások
- 90minut.pl játékosprofil (lengyel)
- Radoslav Král
- weltfussbal.de játékosprofil (angol)
- sports-reference.com játékosprofil (angol)

1. ↑  Ztefc.hu: A 2001–2002-es év magyar bajnoka a ZTE Football Club. [2008. március 2-i dátummal az eredetiből archiválva]. (Hozzáférés: 2008. július 25.)